# Mosaikjungfern
Mosaikjungfern (Aeshna) sind eine Gattung aus der Familie der Edellibellen (Aeshnidae).

## Merkmale
Die Mosaikjungfern sind große Libellen mit Flügelspannweiten zwischen 8 und 11 cm. Der Brustabschnitt (Thorax) ist ebenso wie der Hinterleib (Abdomen) kräftig ausgeprägt. Beide sind meist braun bis graubraun gefärbt. Der Thorax trägt blaue oder gelbe Streifen oder Punkte. Der Hinterleib ist mit gelben, blauen oder grünen segmental angeordneten Punkten gezeichnet.
Männchen und Weibchen unterscheiden sich in Form und Größe nur wenig: Der Hinterleib der Männchen ist jedoch in Höhe des zweiten Segments deutlich und stärker tailliert als der der Weibchen. Die Männchen wirken meist auch insgesamt etwas schlanker. Auch die Appendices beider Geschlechter unterscheiden sich.

## Arten
Arten der Gattung Aeshna sind u. a.:
- Südliche Mosaikjungfer (Aeshna affinis)
- Alpen-Mosaikjungfer (Aeshna caerulea)
- Sibirische Mosaikjungfer (Aeshna crenata) (Finnland, Russland)
- Blaugrüne Mosaikjungfer (Aeshna cyanea)
- Aeshna eremita (N-Amerika)
- Braune Mosaikjungfer (Aeshna grandis)
- Torf-Mosaikjungfer (Aeshna juncea)
- Herbst-Mosaikjungfer (Aeshna mixta)
- Baltische Mosaikjungfer (Aeshna serrata) (NE-Europa)
- Hochmoor-Mosaikjungfer (Aeshna subarctica)
- Grüne Mosaikjungfer (Aeshna viridis)

Die Keilflecklibelle (bisher: Aeshna isoceles) wird seit 2023 der neuen, monotypischen Gattung Isoaeschna zugeordnet.

## Quelle
- Paul-André Robert: Die Libellen (Odonaten) – Autorisierte Übersetzung von Otto Paul Wenger [S. 284ff], Kümmerly & Frey, Geographischer Verlag, Bern 1959